# Ocean Bluff-Brant Rock
Ocean Bluff-Brant Rock – jednostka osadnicza w Stanach Zjednoczonych, w stanie Massachusetts, w hrabstwie Plymouth, nad Oceanem Atlantyckim.